# Gollara Hosahalli, Channarayapatna
Gollara Hosahalli là một làng thuộc tehsil Channarayapatna, huyện Hassan, bang Karnataka, Ấn Độ.